# Letícia Birkheuer
Letícia Birkheuer (née le 25 avril 1978 à Passo Fundo, Rio Grande do Sul, Brésil)  est un mannequin de mode brésilien de  descendance allemande.
Elle est décelée alors qu'elle joue au volleyball à Porto Alegre, au sud du Brésil. En 2006, elle est 7e au classement des modèles Brésiliens, les mieux payés. Elle est la supportrice du Sport Club Internacional.
Elle vivait jusqu'à récemment à New York mais depuis elle est retournée au Brésil pour y travailler en tant qu'actrice dans le film Belíssima, un soap opera.
Letícia a une sœur qui s'appelle Michelle et qui est également modèle.
En décembre 2010, Letícia Birkheuer fait la couverture de Playboy (édition Brésil).
En 2004, elle était l'égérie de Dior, pour le parfum Poison.